# شانل ایمان
شانل ایمان رابینسون
(به انگلیسی: Chanel Iman Robinson؛ زادهٔ ۱ دسامبر ۱۹۹۰) مدل آمریکایی است. وی بیشتر به خاطر همکاری‌اش با ویکتوریا سیکرت شناخته شده است و پیشتر یکی از "فرشتهٔ ویکتوریا" بود.